# IJzeren wet van de oligarchie

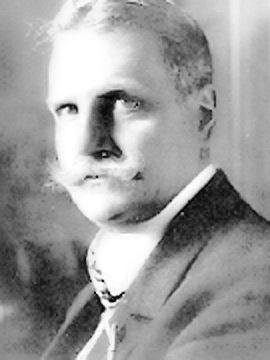
De grondlegger van deze wet: Robert Michels

De ijzeren wet van de oligarchie stelt dat alle organisatievormen, onafhankelijk van het democratische of autocratische gehalte in het begin, onvermijdelijk oligarchisch worden. Deze sociologische wet werd geformuleerd door de Duits-Italiaanse socioloog Robert Michels (1876–1936) en sluit aan bij de elitetheorie van Pareto en Mosca.
De oorzaak is de trend bij de leiders om zich te organiseren en de eigen belangen te behartigen, de dankbaarheid van de geleide groep en de passiviteit van de massa.
Michels, die aanvankelijk met socialisme en anarcho-syndicalisme sympathiseerde, kwam door zijn ervaringen uit de praktijk tot de conclusie dat elke groep heersers de neiging heeft tot een oligarchie te evolueren. Democratisch gekozen machthebbers zullen door de dwang der omstandigheden hoofdzakelijk verkeren in een klein kringetje van mede-regeerders en het contact met de massa verliezen. Door het bestuderen van politieke partijen kwam Michels erachter dat het probleem in de natuur van organisaties zit. In een moderne democratie ontstaan organisaties als politieke partij die, naarmate ze complexer worden, paradoxaal genoeg minder democratisch worden. De ijzeren wet van de oligarchie luidt: "Wie organisatie zegt, zegt oligarchie". Elke grote organisatie wordt geconfronteerd met problemen rondom coördinatie die alleen kunnen worden opgelost met bureaucratie. Om een bureaucratie efficiënt te maken is een hiërarchie nodig - dagelijkse besluiten kunnen niet door grote groepen mensen worden genomen. Dat leidt ertoe dat de macht in de organisatie in handen komt van een kleine groep. Deze kleine groep machthebbers zal vervolgens alles in het werk stellen om hun macht in stand te houden en groter te maken.
De meeste zogenaamde democratieën zijn dan ook per definitie "electorale oligarchieën" of evolueren in die zin.
Omgekeerd heeft ook de meest autocratische heerser adviseurs en zetbazen ter plaatse nodig, waaraan hij onherroepelijk een groot deel van zijn feitelijke macht delegeert. Volgens de door Michels geformuleerde wet is het uiteindelijke resultaat dat - met het verstrijken van de tijd - iedere regeringsvorm zich in oligarchische richting ontwikkelt.